# Ao Vivo no Rio (EP)
Ao vivo no Rio é um EP do cantor, compositor, multi-instrumentista e produtor Emerson Leal, lançado em 23 de março de 2018.

## Faixas
| N.º | Título               | Compositor(es) | Duração |  |
| 1.  | "Vai que dá certo"   | Emerson Leal   | 3:06    |  |
| 2.  | "Sugar baby"         | Emerson Leal   | 4:12    |  |
| 3.  | "Um samba inacabado" | Emerson Leal   | 2:20    |  |
| 4.  | "Na frente da tela"  | Emerson Leal   | 3:39    |  |

## Ficha Técnica
Produção e direção por Emerson Leal
Gravado no Teatro Sérgio Porto (Rio de Janeiro/RJ), no dia 26 de janeiro de 2017, por Augusto Feres
Editado e mixado por Emerson Leal
Masterizado por Martin Scian
Fotografia por Donatinho

## Músicos
- Emerson Leal – Voz e violão
- Rafael Camacho – Guitarra (faixas 1 e 2)
- Ph Rocha - Contrabaixo (faixa 1)
- Pitito (Luiz Fernando Veloso) – Bateria (faixa1)